# Charleroi Fleurus
Charleroi Fleurus was een Belgische voetbalclub uit Charleroi. De club was aangesloten bij de KBVB met stamnummer 5192 en had oranje en zwart als kleuren.
De club was een fusieclub uit Fleurus, die meerdere seizoenen in de nationale reeksen speelde, tot ze in 2013 werd overgenomen en verhuisde naar de naburige stad Charleroi als Charleroi Fleurus. In 2014 werd het stamnummer overgedragen aan Francs Borains, dat zelf zijn stamnummer had overgelaten; de eigenaars van Charleroi Fleurus speelden verder onder stamnummer 94.

## Geschiedenis
De geschiedenis van de club gaat terug tot 3 maart 1909 toen Etoile Sportive Fleurusienne opgericht werd. De club werd in 1914 lid van de KBVB en kreeg bij de invoering van de stamnummers in 1926 stamnummer 99 toegekend. Bij het 25-jarige bestaan in 1934 werd de club "Koninklijk" en de naam werd Royale Etoile Sportive Fleurusienne.
Op 30 maart 1949 werd in Lambusart Sporting Club Lambusart opgericht, dat zich datzelfde jaar bij de bond aansloot en stamnummer 5192 kreeg. RES Fleurusienne ging in 1962 een officieuze fusie aan met Royal Fleurus Sports (op 22 april 1929 als Union Fleurus opgericht met stamnummer 1451). De naam werd gewijzigd in Royale Union Sportive Fleurus en de club behield het stamnummer 99. Deze club fusioneerde in 1978 met SC Lambusart. De nieuwe fusieclub werd Sporting Club Lambusart-Fleurus genoemd en speelde verder met stamnummer 5192 van Lambusart. Stamnummer 99 van Fleurus verdween voorgoed. De fusieclub bleef spelen in de provinciale reeksen, waar de vorige clubs al heel hun bestaan hadden gespeeld.
In 1996 behaalde de club een plaats in de interprovinciale eindronde. Na winst tegen JS Taminoise en ondanks een nederlaag tegen KSK Heusden bereikte men via die eindronde voor het eerst de nationale reeksen. Dit eerste verblijf van RSC Lambusart-Fleurus in Vierde Klasse was echter van korte duur. De ploeg werd voorlaatste en zakte zo na een seizoen weer naar Eerste Provinciale. Een jaar later behaalde de club alweer een plaats in de interprovinciale eindronde. Dankzij overwinningen tegen Racing Waregem en RSC Barvautois kon men zo al in 1998 terugkeren in Vierde Klasse. De ploeg eindigde er de volgende jaren net boven de degradatiezone, maar kon zich ditmaal wel handhaven in de nationale reeksen. Bij het 50-jarig bestaan van het stamnummer in 1999 verkreeg ook de fusieclub het predicaat Koninklijk en werd Royal Sporting Club Lambusart-Fleurus.
In 2002 fusioneerde RSC Lambusart-Fleurus met Jeunesse Sportive Heppignies. JS Heppignies was op 15 april 1944 opgericht in Heppignies en aangesloten bij de voetbalbond met stamnummer 4123. In 1998 was Heppignies dankzij reekswinst naar Eerste Provinciale gestegen. De fusieclub werd voluit Royal Jeunesse Sporting Club Heppignies-Lambusart-Fleurus en speelde met het stamnummer 5192 van RSC Lambusart-Fleurus verder in Vierde Klasse. De fusieclub had terreinen in Heppignies, waar de eerste ploeg speelde, in Lambusart (Stade de Faubourg) en Fleurus (Stade Cosse). In 2003, na haar eerste seizoen, haalde de club een vijfde plaats, op dat moment het beste resultaat ooit. Het jaar nadien strandde men echter op een op twee na laatste plaats en zo zakte men in 2004 na zes jaar opnieuw naar Eerste Provinciale.
De club bleef de volgende jaren wat op en neer gaan. In 2005 werd de club in Eerste Provinciale immers meteen weer kampioen en kon zo na een jaar alweer terugkeren naar de nationale reeksen. Het eerste jaar eindigde men nog als vierde, maar het jaar nadien ging RJSHLF in de eindronde tegen degradatie onderuit. Het seizoen 2007/08 speelde de club zo weer in Eerste Provinciale. Weer werd men er meteen kampioen en opnieuw promoveerde de club dus in 2009 na een jaar naar Vierde Klasse. Het seizoen 2009/10 eindigde men als tweede en voor het eerst dwong de club zo een plaats af in de promotie-eindronde. Via die eindronde promoveerde de club naar Derde Klasse B. Men kon er zich de volgende jaren handhaven.
De club kende echter financiële moeilijkheden en op 15 mei 2013 werd het stamnummer overgenomen door het bestuur van vierdeklasser FC Charleroi van voorzitter Roberto Leone, aangesloten bij de KBVB met stamnummer 94. RJSHLF werd hernoemd Charleroi Fleurus. De eerste ploeg van FC Charleroi zou vanaf volgend seizoen zo in Derde Klasse aantreden onder stamnummer 5192, met de nieuwe naam Charleroi Fleurus, en spelen in het Stade de la Neuville van FC Charleroi. De club nam ook de oranje-zwarte kleuren en het logo met de leeuw mee van FC Charleroi. Stamnummer 94 van vierdeklasser FC Charleroi kwam zo te koop.
Stamnummer 94 werd uiteindelijk niet verkocht, en zo trad men in 2013/14 in Derde Klasse in competitie met Charleroi Fleurus met stamnummer 5192 en in Vierde Klasse stelde men nog een elftal op als FC Charleroi met stamnummer 94. Charleroi Fleurus kende een moeilijk seizoen en eindigde uiteindelijk op een voorlaatste plaats, een degradatieplaats. De ploeg die men in Vierde Klasse had opgesteld deed het nog slechter, leed gedurende het seizoen veel zware nederlagen en eindigde eveneens allerlaatste.
Na het seizoen betrokken de eigenaars beide stamnummers in een grote stamnummerwissel: De Luikse eersteprovincialer RFC Sérésien (stamnummer 23), dat door FC Metz was overgenomen, wou snel hogerop, en kwam tot een akkoord met tweedeklasser Boussu Dour Borinage (stamnummer 167), dat financiële moeilijkheden had. Boussu wou zijn stamnummer overlaten, op voorwaarde dat het zelf in een iets lagere reeks een stamnummer kon overnemen om verder te doen, en kwam zo bij Charleroi Fleurus (stamnummer 5192) terecht. Zowel Boussu Dour als Charleroi Fleurus hadden een nationaal label voor hun jeugdwerking; bij overname zou Boussu Dour dus geen label verliezen. Na het vertrek van Charleroi Fleurus wou men in Charleroi toch nog een club behouden. Dat kon in Eerste Provinciale, waar men nog eigenaar was van stamnummer 94, en een administratieve fusie met het overbodige stamnummer 23 van Sérésien leverde bovendien nog het behoud van een nationaal jeugdlabel op. Stamnummer 5192 werd zo afgestaan aan Boussu Dour, dat voortaan als Francs Borains onder dit nummer speelde; in Charleroi speelde men verder in Eerste Provinciale in RC Charleroi-Couillet-Fleurus onder stamnummer 94.

## Resultaten
| Seizoen                                                     | Klasse | Klasse | Klasse | Klasse | Klasse | Reeks              | Punten | Opmerkingen                                     |
|                                                             | I      | II     | III    | IV     | P.I    |                    |        |                                                 |
| ----------------------------------------------------------- | ------ | ------ | ------ | ------ | ------ | ------------------ | ------ | ----------------------------------------------- |
| 2003/04                                                     |        |        |        | 15     |        | Vierde Klasse D    | 25     |                                                 |
| 2004/05                                                     |        |        |        |        | 1      | Eerste Prov. Hene. |        |                                                 |
| 2005/06                                                     |        |        |        | 4      |        | Vierde Klasse D    | 54     |                                                 |
| 2006/07                                                     |        |        |        | 13     |        | Vierde Klasse A    | 36     | Verlies in eindronde voor behoud tegen RFC Meux |
| 2007/08                                                     |        |        |        |        | 1      | Eerste Prov. Hene. |        |                                                 |
| 2008/09                                                     |        |        |        | 8      |        | Vierde Klasse A    | 47     |                                                 |
| 2009/10                                                     |        |        |        | 2      |        | Vierde Klasse A    | 53     | Promotie via eindronde                          |
| 2010/11                                                     |        |        | 11     |        |        | Derde Klasse B     | 37     |                                                 |
| 2011/12                                                     |        |        | 9      |        |        | Derde Klasse A     | 44     |                                                 |
| 2012/13                                                     |        |        | 7      |        |        | Derde Klasse B     | 51     |                                                 |
| Als Charleroi Fleurus                                       |        |        |        |        |        |                    |        |                                                 |
| 2013/14                                                     |        |        | 17     |        |        | Derde Klasse B     | 36     |                                                 |
| Degradatie stamnummer, maar overgenomen door Francs Borains |        |        |        |        |        |                    |        |                                                 |

## Bekende (ex-)spelers
- Jonathan Walasiak
- Julien Charlier